# Awake: Das Leben des Yogananda
Awake  (eng.: Awake – Erwache) ist eine Dokumentation über den indischen Yogi und Guru Paramahansa Yogananda, der in den 1920er Jahren in den Westen kam, um Yoga und Meditation zu lehren. Der Film ist in Englisch, mit Untertiteln in 17 Sprachen (Mai 2017).

## Handlung
Der Film enthält Interviews mit Schülern von Paramahansa Yogananda, sowie mit Ravi Shankar, George Harrison, Krishna Das und anderen. Er wurde in über drei Jahren und in über 30 Ländern gefilmt, darunter auf Pilgerreisen in Indien, an der Harvard Divinity School und ihren Physiklaboren, dem Zentrum für Wissenschaft und Spiritualität an der Universität von Pennsylvania und dem Chopra Center in Carlsbad, Kalifornien.

## Auszeichnungen
- Gewinner des Audience Award für den besten Film auf dem Illuminate Film Festival
- Gewinner des Maui Film Festival in der Kategorie Spirit in Cinema Award[6]
- Gewinner des Conscious Life Award auf dem Conscious Life Expo Film Festival
- Offizielle Auswahl des Seattle International Film Festival
- Offizielle Auswahl des Tel Aviv Spirit Film Festival
- Herat International Women’s Film Festival, Afghanistan